# Veeweyde (métro de Bruxelles)
Pour l’article homonyme, voir Veeweyde.
Veeweyde /veːwɛjd/ (en néerlandais : Veeweide) est une station de la ligne 5 du métro de Bruxelles située à Bruxelles, sur la commune d'Anderlecht.

## Situation
La station est située à proximité de la place Verdi, mais doit son nom au quartier dans lequel il se trouve.
Elle est située entre les stations Bizet et Saint-Guidon sur la ligne 5.

## Histoire
Mise en service le 5 juillet 1985.
Autrefois, le Veeweide était une prairie pour bétail. D'ailleurs, la traduction en Français du mot "Vee" est bétail et "Weide", prairie.
Depuis juillet 2013, cette station est dotée d'ascenseurs pour les personnes à mobilité réduite.

## Service aux voyageurs

### Accès
La station compte deux accès :
- Accès no 1 : angle de l'avenue Gounod et de la rue Edgar Tinel (accompagné d'un escalator et d'un ascenseur) ;
- Accès no 2 : place Verdi (accompagné d'un escalator) ;

### Quais
La station est de conception classique, avec deux voies encadrées par deux quais latéraux.

### Intermodalité
La station est desservie par les lignes 49 et 74 des autobus de Bruxelles, par les lignes de bus R10, 571, 572 et 620 du réseau De Lijn et, la nuit, par la ligne N13 du réseau Noctis.

## Œuvre d'art
L'œuvre d'art les voûtes flexibles qui décore la station de métro Veeweyde a été réalisée en 1985 par la sculptrice belge  Maria Wierusz Kowalski Tapta. Cette œuvre est constituée de quatre constructions identiques en câble d'acier pouvant être vue depuis le quai et le niveau supérieur.